# インドの映画

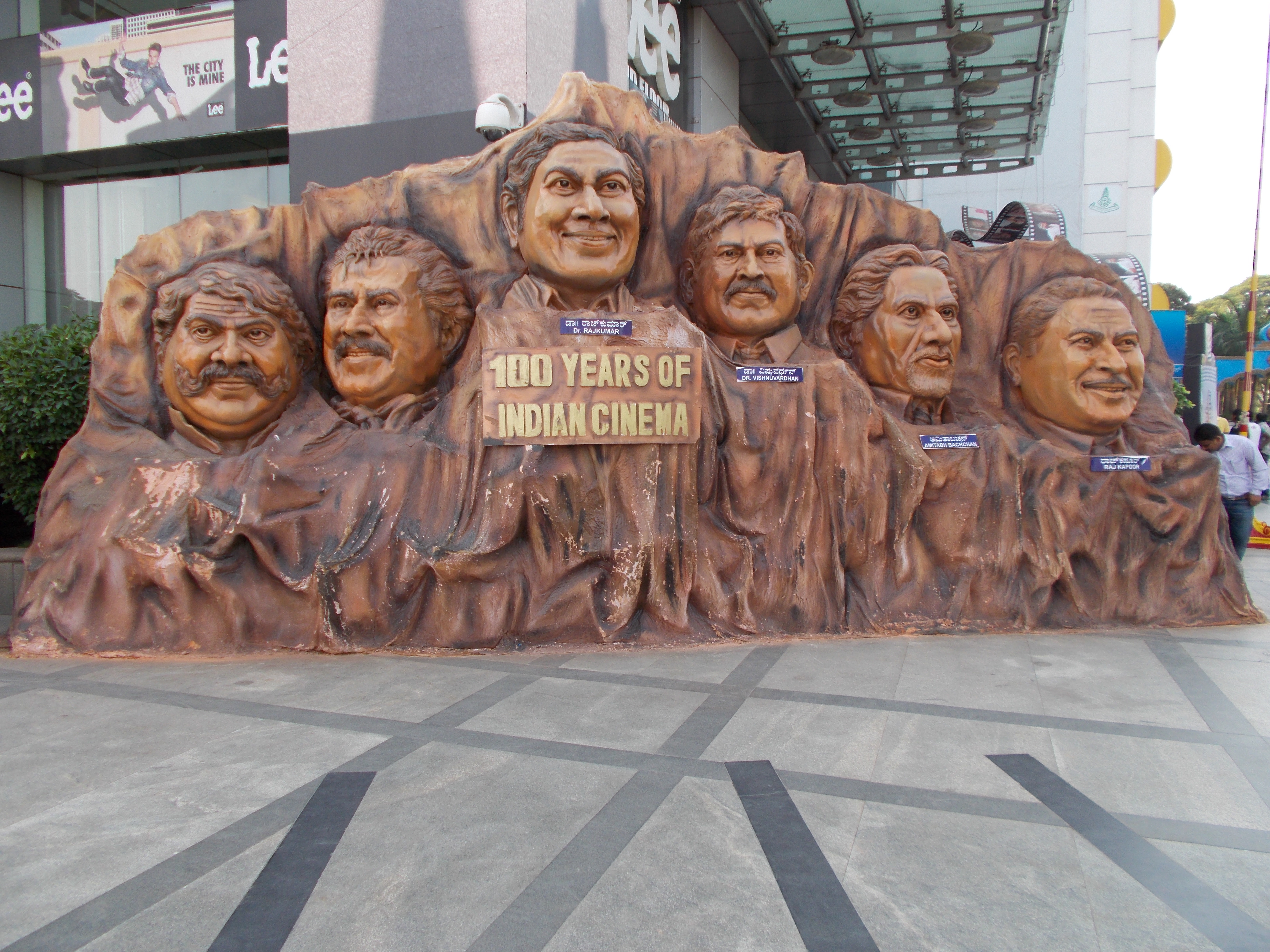
インド映画100周年のモニュメント（バンガロール）

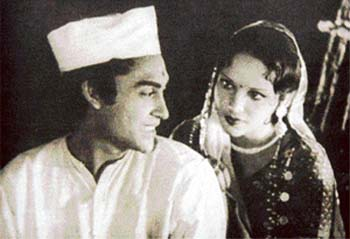
『不可触民の娘』（1936年）

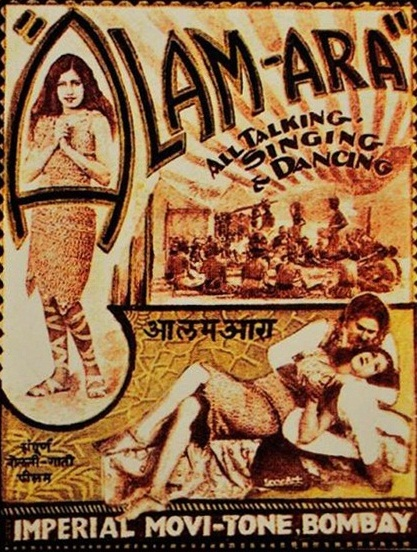
インド初の発声映画『ラム・アラ』（1931年）

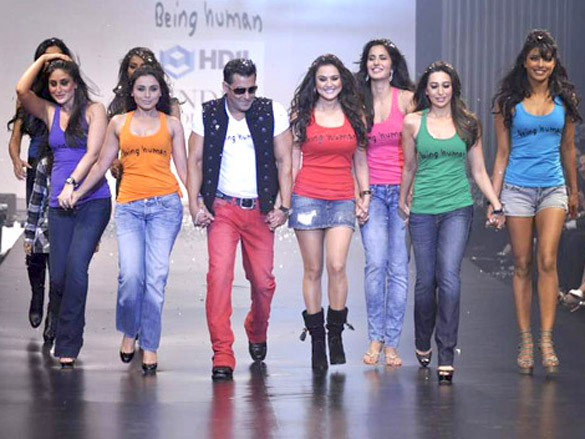
ボリウッドの男優と女優たち

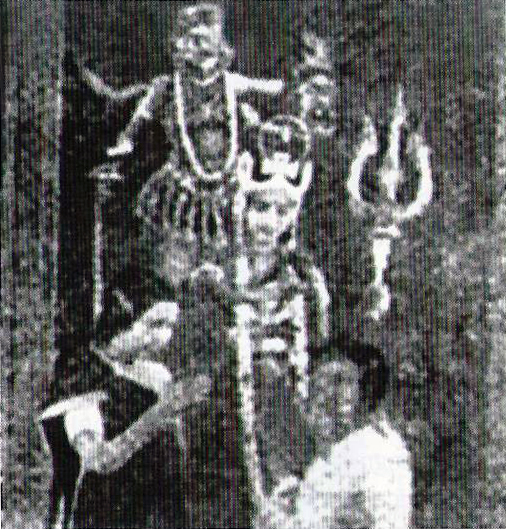
南インド、タミル映画の最初のトーキー『カリダス』（1931年）

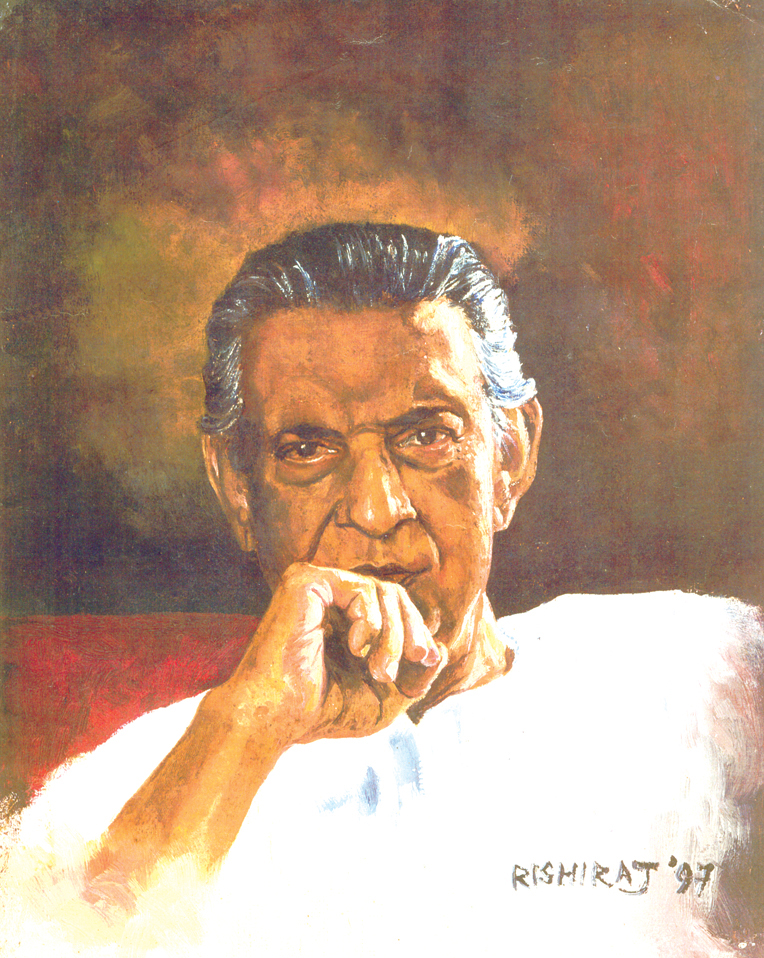
映画界における巨匠の一人、サタジット・レイ

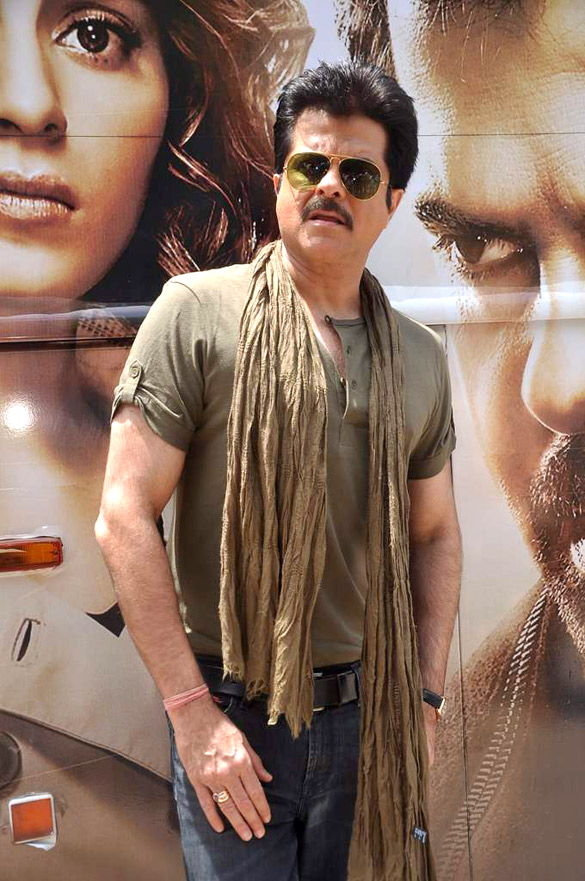
ムンバイ出身の俳優アニル・カプール

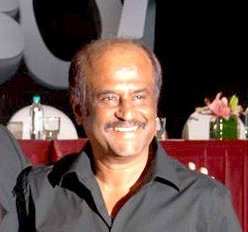
タミル映画の人気スター、ラジニカーント

インド映画（インドえいが）は、インド国内で制作される映画のこと。

## 概要
インドは、年間映画制作本数も映画館観客総数も世界一多い映画大国である（2003年には877本の長編と1177本の短編が公開された）。その主な理由としては、インドは現在もテレビの普及率が低く、国民の多くが日常的に映画館を訪れている社会事情が挙げられる。また、インドは世界的な多言語国家であるため、それぞれの言語の需要に合わせて必然的に映画の制作本数が多くなっている事情もある。インド映画は、娯楽としての質や出演女優の人気などのため、インド国外でもインド系住民を中心に人気があり、特に東南アジア、南アジア、西アジア、アフリカ諸国で高い人気を博している。北インドを中心にインド全土で上映されているヒンディー語の娯楽映画は、その制作の中心地ムンバイーの旧名ボンベイとアメリカのハリウッドをもじって、『ボリウッドフィルム』と呼ばれている。20世紀後半ボリウッドが長らく南アジア最大の映画製作拠点となり、興行収入では及ばないものの製作本数では後にはハリウッドを抜いて世界最多の製作拠点となった。北インドのヒンディー語のボリウッドが年間で約400本制作し、南インドのテルグ語のトリウッド、タミル語のコリウッド、マラヤーラム語のモリウッド、カンナダ語のサンダルウッドがそれぞれ約200本ほど制作しているとされる。興行収入は、従来ヒンディー語映画が44%、テルグ語とタミル語の映画が各13%、マラヤーラム語とカンナダ語の映画が各5%程度とされる（2020-2021年の累積興行収入は、コロナによる映画館閉鎖が地域により違いがあったこともあって、トリウッドがボリウッドを上回っている。）。

## 特色
多くは3時間前後の大作で、わかりやすいストーリーの娯楽作となっている。ストーリーの途中で場面ががらりと変わり、原色の豪華な衣装、大人数のダンサーによるミュージカルシーンなどが含まれている。インドの娯楽映画はアクション・メロドラマ・コメディ・歌・ダンスなど娯楽作品としての要素を雑多に含んでおり、これらは日本で「マサラムービー」と呼ばれていたことがある。

## インド映画の人気スター
州によって言語の異なるインドでは、各言語圏毎に映画が制作され、それぞれスターを輩出している。スターによっては複数の言語を操ったり、別の人物によるセリフ吹き替えをしたりなどして他言語の映画に出演する俳優もいる。また、例えばタミル映画でヒットした作品を同じ脚本のまま出演者だけをヒンディー映画界の俳優に変え、リメイク作品として公開されることもある。

## ヒンディー語映画

### 男優

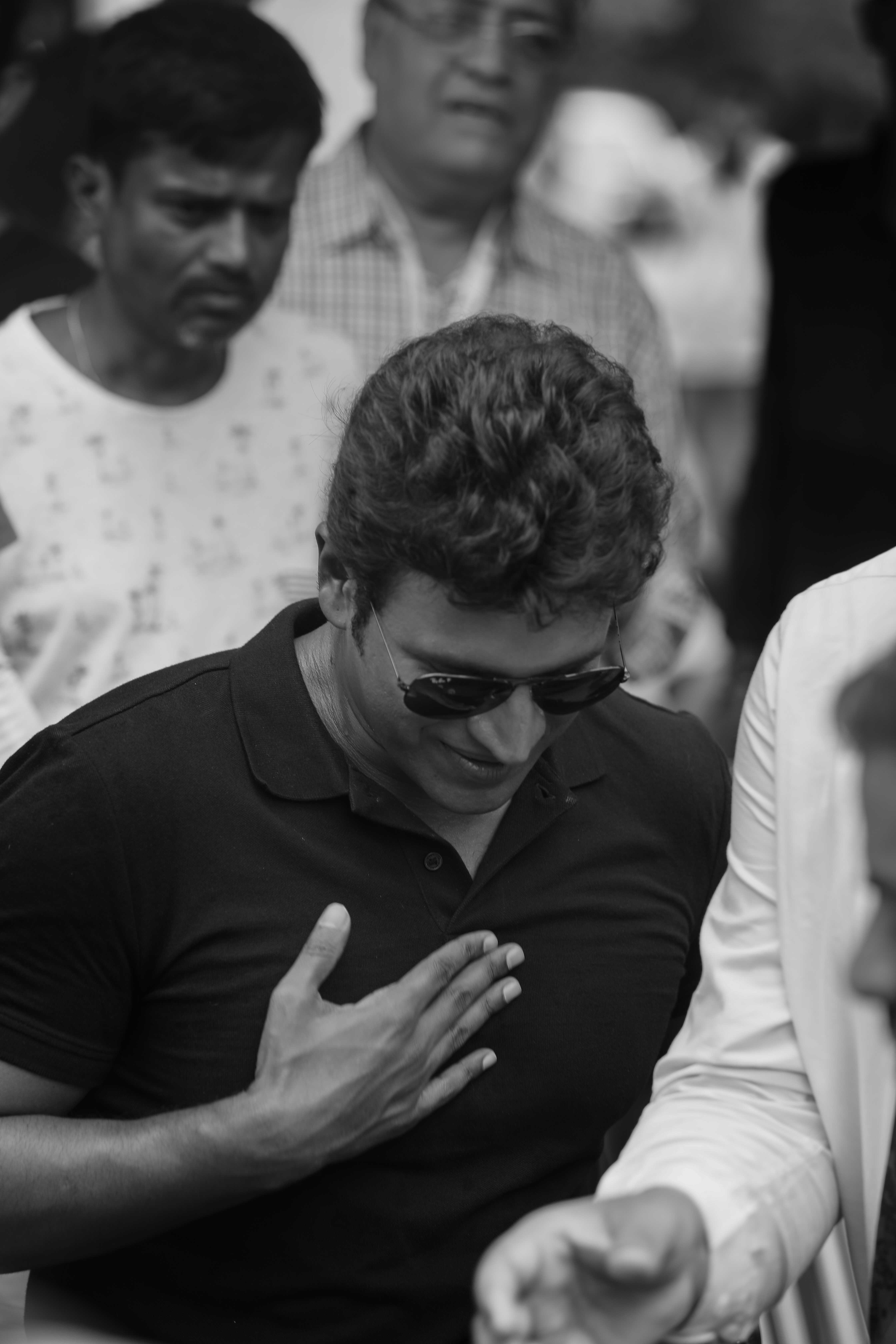
プニート・ラージクマール
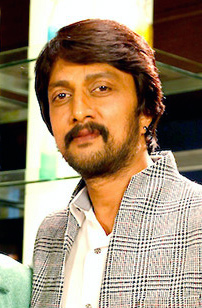
スディープ

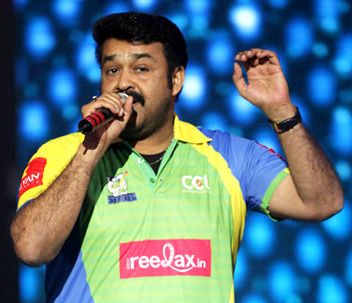
モハンラル
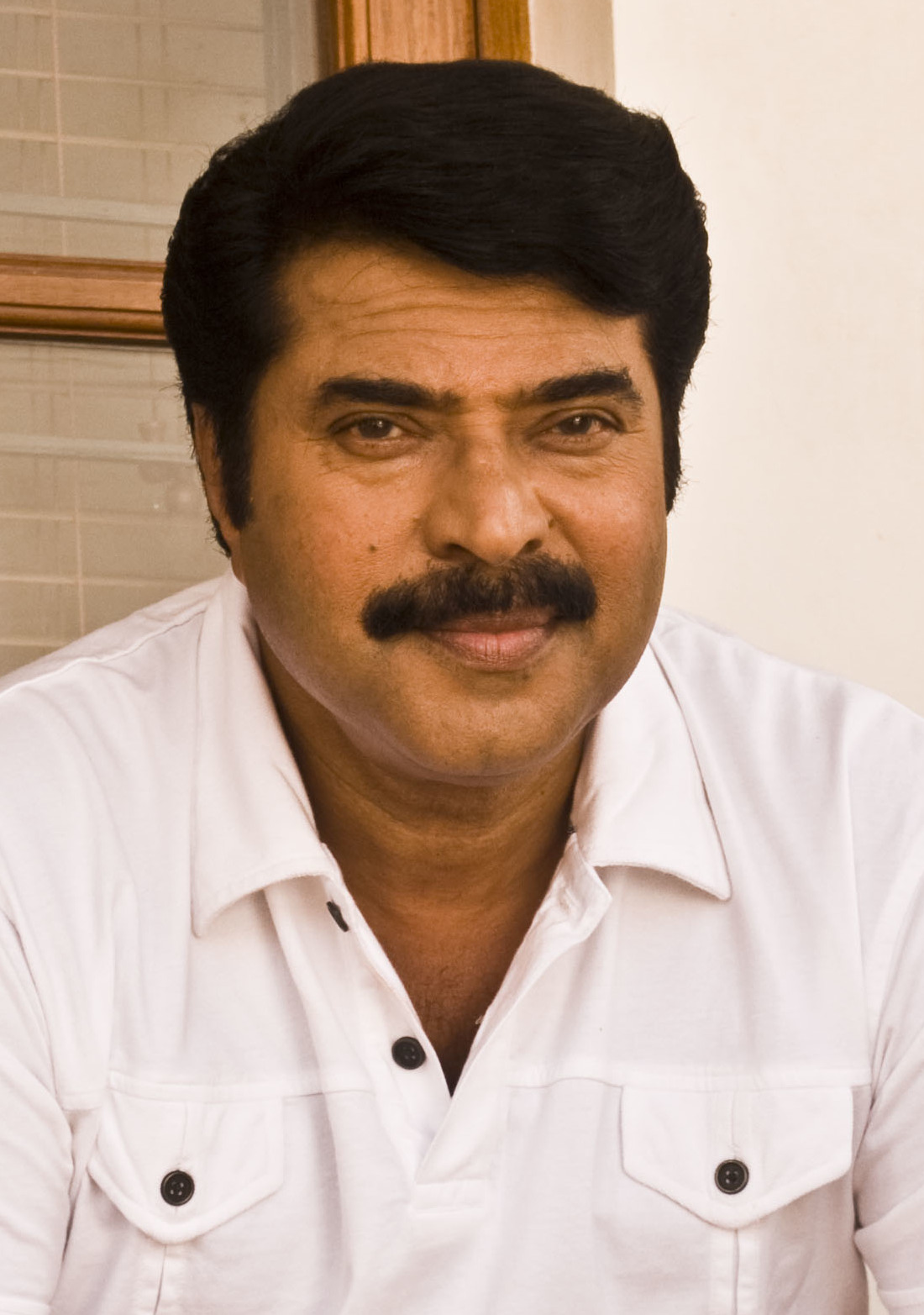
マンマート

- アニル・カプール

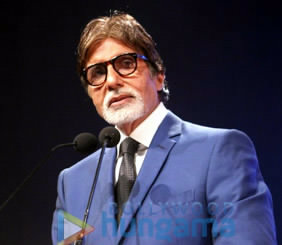
アミターブ・バッチャン
- プラン (俳優)
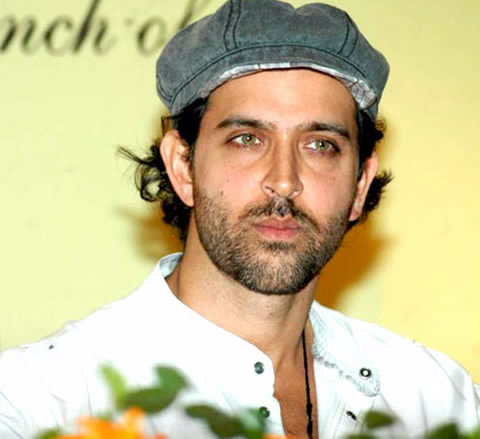
リティク・ローシャン
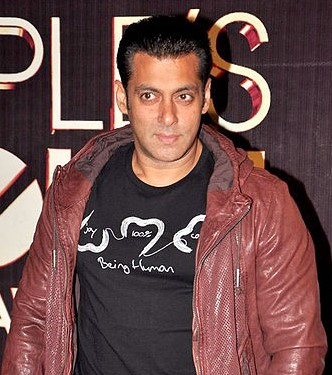
シャー・ルク・カーン
- ジャッキー・シュロフ
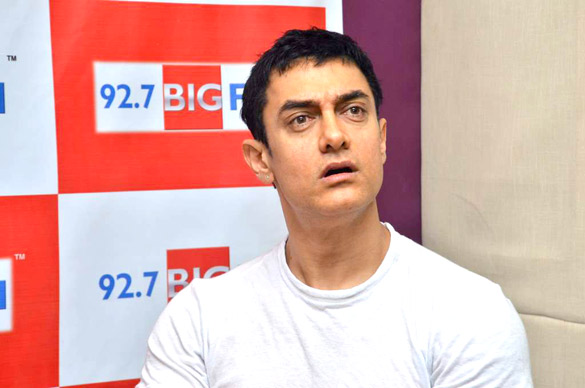
サルマーン・カーン
- アジャイ・デーヴガン
- アクシャイ・クマール
- サンジャイ・ダット
- アーミル・カーン
- ジョン・エイブラハム
- アビシェーク・バッチャン
- アルシャド・ワールスィー
- バルラージ・サーヘニー
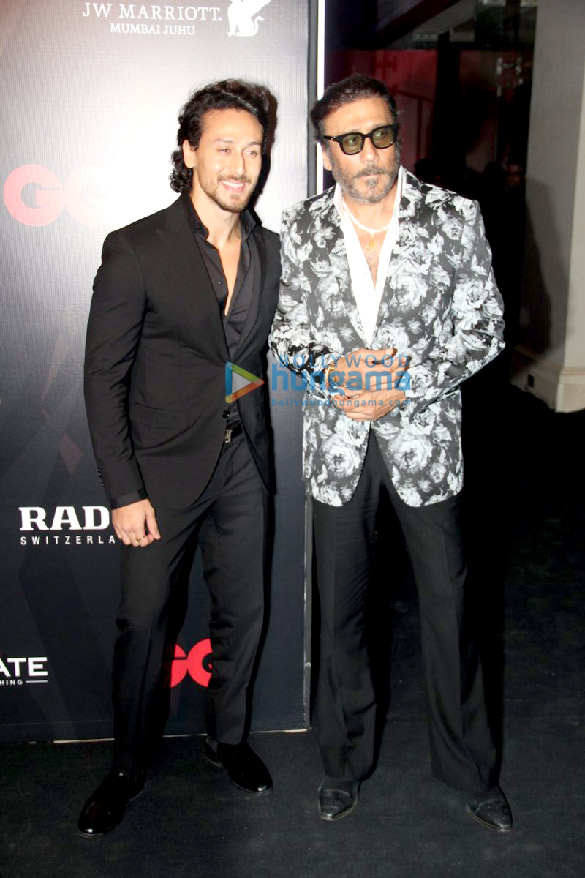
タイガー・シュロフ
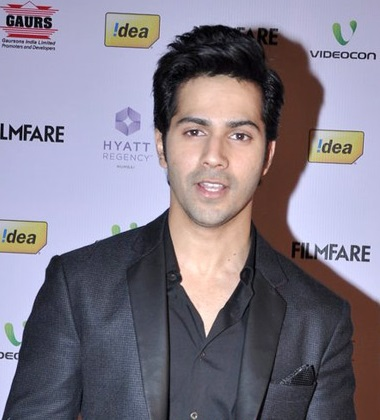
ヴァルン・ダワン

- アミターブ・バッチャン
- リティック・ローシャン
- サルマーン・カーン
- アーミル・カーン
- ジャッキー・シュロフとタイガー・シュロフ
- ヴァルン・ダワン

### 女優

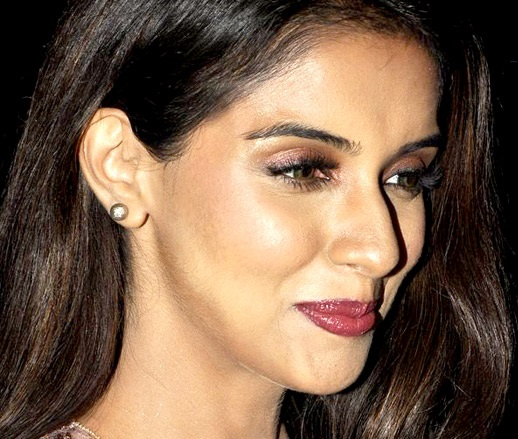
アシン・トーットゥンカル

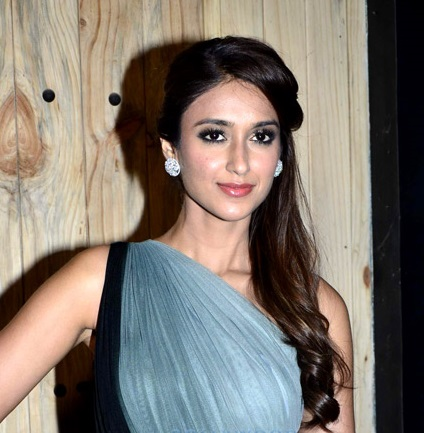
イリアナ・デクルーズ

- ヘマ・マリニ

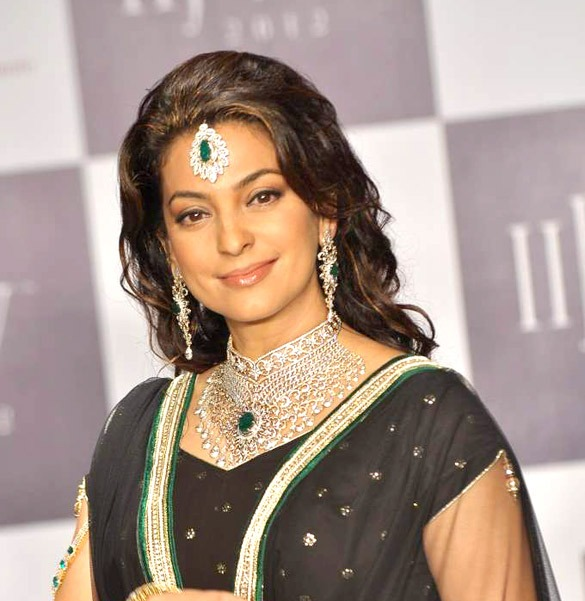
ジュヒー・チャウラー
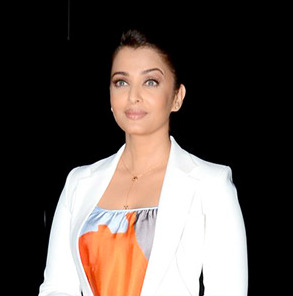
アイシュワリヤー・ラーイ・バッチャン
- プリーティ・ジンタ
- マドゥリ・ディークシット
- レーカー
- マニーシャ・コイララ
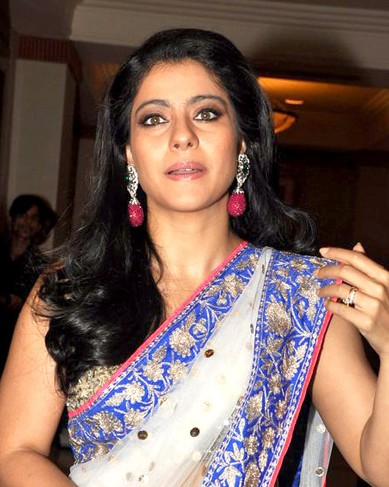
カジョール
- ラーニー・ムカルジー
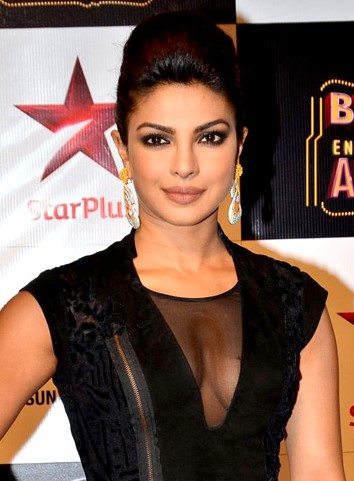
プリヤンカー・チョープラー
- シルパー・シェーッティー
- ビパーシャー・バス
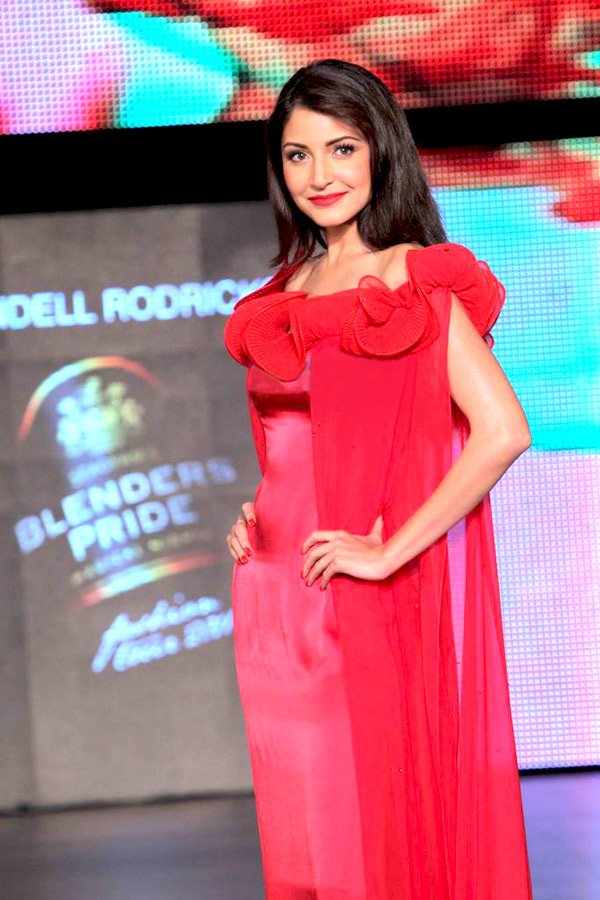
アーイシャー・ターキヤー
- スシュミター・セーン
- ディーピカー・パードゥコーン
- ディア・ミルザ
- アヌシュカ・シャルマ

- ジュヒー・チャウラー
- アイシュワリヤー・ラーイ
- カジョール
- プリヤンカー・チョープラー
- アヌシュカ・シャルマ

## タミル語映画

### 男優
- ラジニカーント （「ムトゥ 踊るマハラジャ」）
- カマル・ハーサン

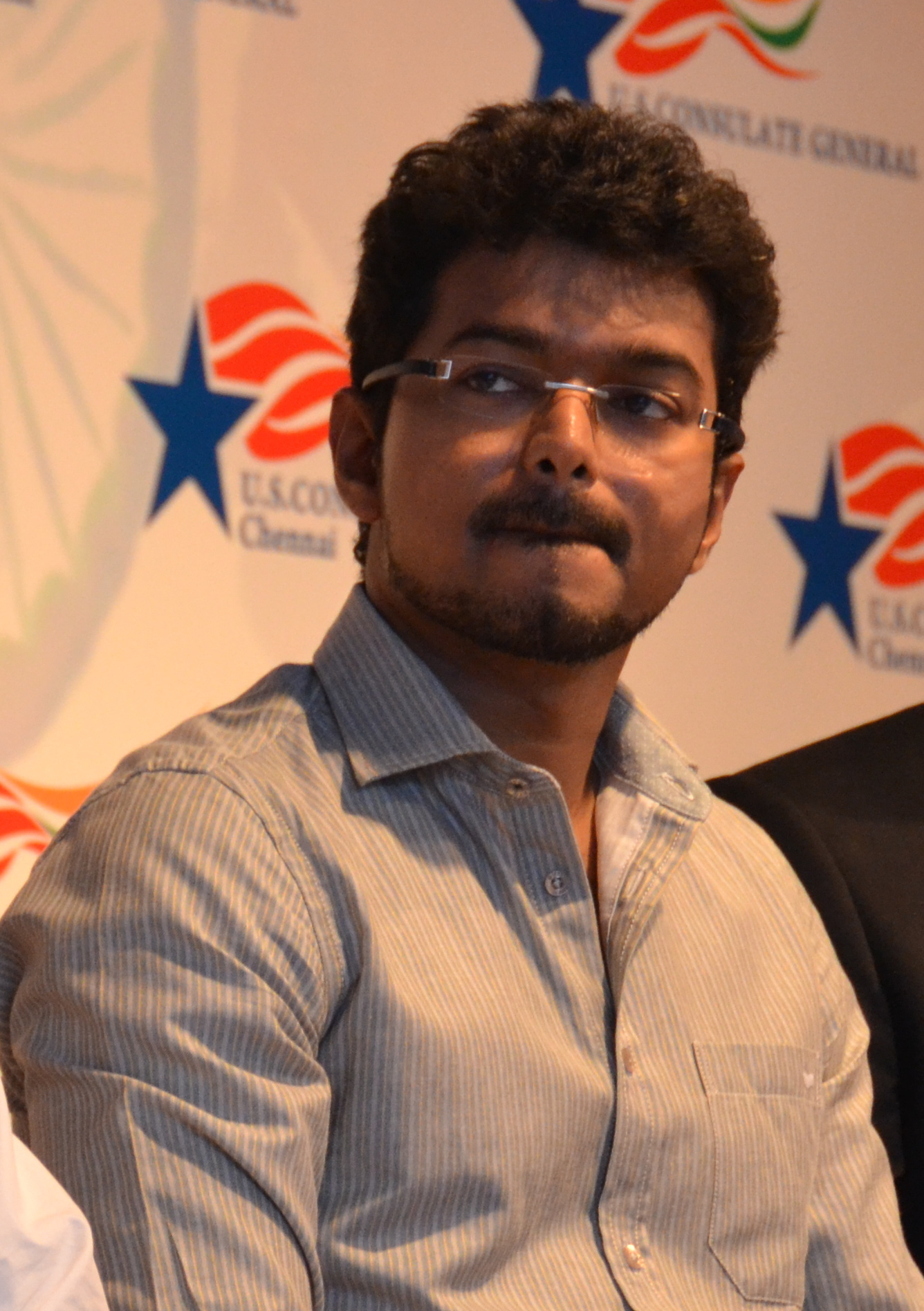
ヴィジャイ
- アジス
- マーダヴァン
- アルジュン
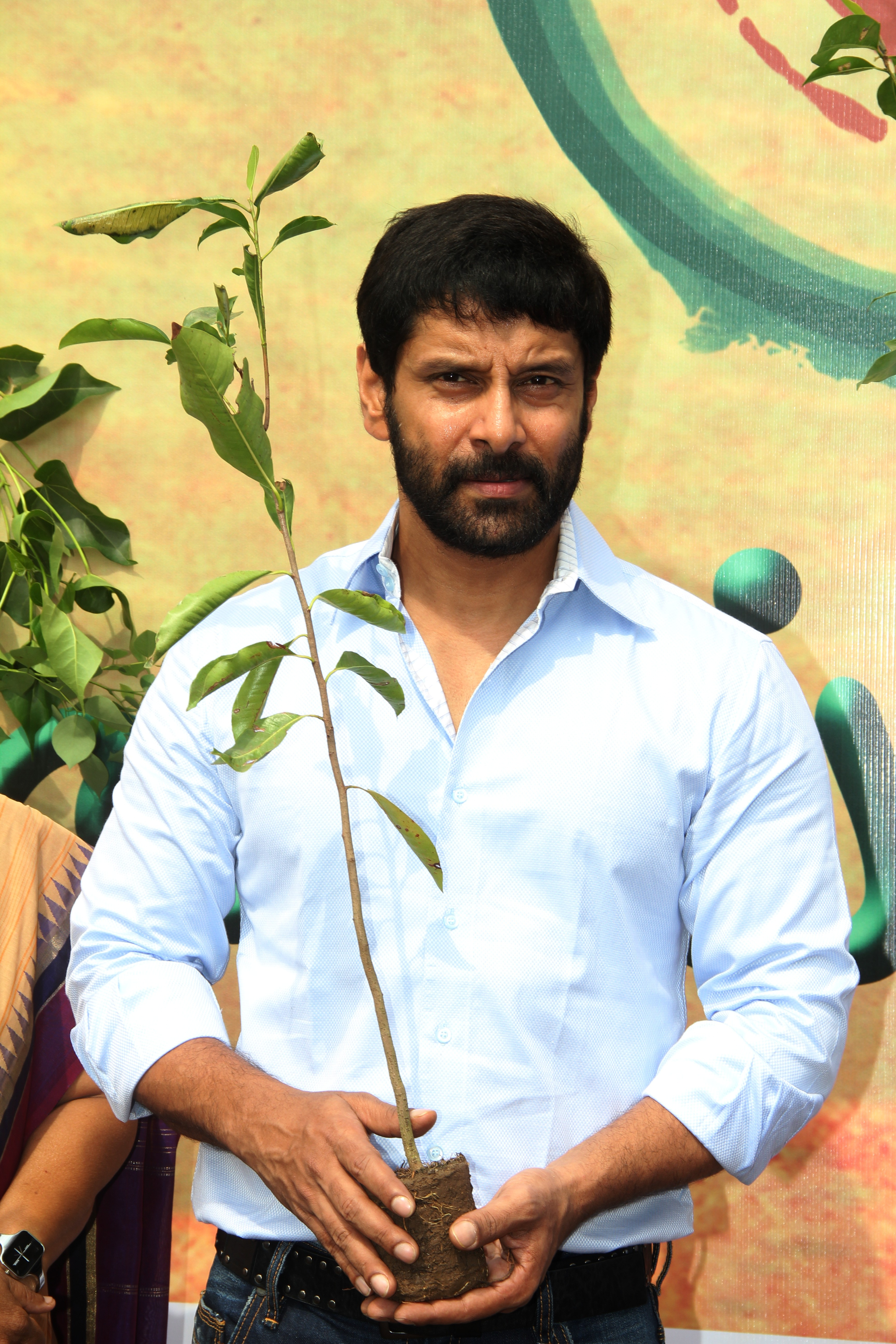
ヴィクラム
- ヴィジャイ・セードゥパティ

- ヴィジェイ
- ヴィクラム

### 女優
- ミーナ（「ムトゥ 踊るマハラジャ」）
- サウンダリヤ（「パダヤッパ」）
- シムラン
- トリシャ
- ナヤンタラ
- ジョーティカ
- アシン・トーットゥンカル

- アシン・トーットゥンカル

## テルグ語映画

### 男優

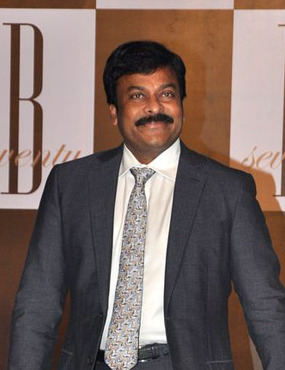
チランジーヴィ （「バブーを探せ!」）
- ヴェンカテーシュ（「愛と憎しみのデカン高原」）
- ナーガルジュナ
- パワン・カリャン
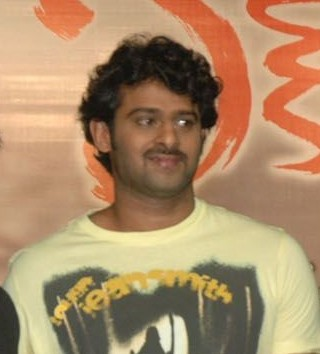
プラバース
- N・T・ラーマ・ラオ・ジュニア
- ラーム・チャラン
- アッル・アルジュン

- チランジーヴィ
- プラバース

### 女優
- ミーナ
- シムラン
- ロージャ
- ランバー
- ラムヤクリシュナ
- ナグマー
- ジョーティカ
- ボーミカ
- イリアナ・デクルーズ

- イリアナ・デクルーズ

## カンナダ語映画

### 男優
- ウペンドラ （「ウペンドラ」）
- シヴァ・ラージクマール
- プニート・ラージクマール
- ラージ・クマール
- アナンタ・ナグ
- ラメーシュ・クマール
- スディープ

- プニート・ラージクマール
- スディープ

### 女優
- プレマ
- ダーミニ
- ジョーティカ

## マラヤラム語映画

### 男優
- モハンラル
- マンマート
- ムケシュ
- ディリープ
- サリム・クマール

- モハンラル
- マンマート

## 日本を舞台にしたインド映画
- ラブ・イン・トーキョー（1966年）
- Japanil Kalyanaraman（1985年）
- ボンベイtoナゴヤ（1993年）
- Love in Japan（2006年）
- SAKURA（2006年）
- Work like fire Kumaru（2013年）【炎の男クマルのように働け】（スンドラ・シー監督）＝ 海外映画の富山県内ロケは初。ラブコメディーの舞台として立山黒部アルペンルートや世界文化遺産の五箇山合掌造り集落、瑞龍寺、高岡大仏、雨晴海岸などが出てくる。主演男優のシッダルタ・スリナラヤン、人気女優のハンシカ・モトワニら27人が来県して撮影していった。前年9月、富山インド協会の招きで来県したディーパ・ゴパラン・ワドワ駐日インド大使が石井知事に提案して実現したもの。